# Obština Makreš
Obština Makreš (bulharsky Община Макреш) je bulharská jednotka územní samosprávy ve Vidinské oblasti. Leží v severozápadním cípu Bulharska, částečně u hranic se Srbskem. Sídlem obštiny je ves Makreš, kromě ní zahrnuje obština 6 vesnic. Žije zde přes 1 tisíc stálých obyvatel.
V obštině se v katastru Kireevo, poblíž vrchu Vrăška Čuka (Връшка чука), nachází nejzápadnější bod Bulharska v místě 43°48′34,13″ s. š., 22°21′25,65″ v. d..

## Sídla
| - Car Šišmanovo - Kireevo - Makreš (sídlo správy) - Podgore | - Rakovica - Tolovica - Vălček |

## Sousední obštiny
| Růžice kompasu |                | Kula        | Gramada | Růžice kompasu |
| Růžice kompasu | Sever          |             |         | Růžice kompasu |
| Růžice kompasu | Obština Makreš |             |         | Růžice kompasu |
| Růžice kompasu | Jih            |             |         | Růžice kompasu |
| Růžice kompasu |                | Belogradčik | Dimovo  | Růžice kompasu |

## Obyvatelstvo
V obštině žije 1 145 stálých obyvatel a včetně přechodně hlášených obyvatel 1 300. Podle sčítáni 1. února 2011 bylo národnostní složení následující:
- Bulhaři: 1 545 (96.3 %)
- Romové: 56 (3.5 %)
- ostatní: 3 (0.2 %)